# Siren (genre)
Pour les articles homonymes, voir Siren.
Genre
Siren est un genre d'urodèles de la famille des Sirenidae.

## Répartition
Les espèces de ce genre se rencontrent dans l'est des États-Unis et dans le nord du Mexique.

## Liste d'espèces
Selon Amphibian Species of the World (27 février 2014) :
- Siren intermedia Barnes, 1826
- Siren lacertina Österdam, 1766 — Sirène lacertine
- Siren reticulata Graham, Kline, Steen, and Kelehear, 2018

## Publication originale
- Österdam, 1766 : S. A. N. Siren Lacertina, Dissertatione Academica orbi erudito data quam venia Nob. Et experient. Fac. Med. Ad reg. Acad. Upsal. Praeside viro nobilissimo et experientissimo D: no doct. Carolo a Linne. Upsaliae (texte intégral)